# باجرا، پاکستان
باجرا (به انگلیسی: Bajra) یک شهر در پاکستان است که در ناحیه فیصل آباد واقع شده‌است. باجرا ۱۴۹ متر بالاتر از سطح دریا واقع شده‌است.